# Hallelujah (album)
Pour les articles homonymes, voir Alléluia (homonymie).
Albums de Johnny Hallyday
Johnny, reviens ! Les Rocks les plus terribles
(1964) Johnny chante Hallyday
(1965)
Singles
1. Quand revient la nuit - Juste un peu de temps / Les monts près du ciel - Tu ne me verras pas pleurer
Sortie : 14 mai 1965 EP
2. Mes yeux sont fous - Celui qui t'a fait pleurer
3. Va-t'en - La pierre d'amour
4. Pleurer auprès de toi - On a ses jours
5. Rock'n'Roll musique - Plus je te regarde
6. Hallelujah (pour nos joies et pour nos peines) - Zeep a dee yeh
7. Mes yeux sont fous - Dans ce train - Reviens donc chez nous - Va-t'en
Sortie : 21 juillet 1965  EP

Hallelujah est le sixième album studio de Johnny Hallyday, sorti le 9 juillet 1965 et réalisé par Lee Hallyday.

## Autour de l'album
Références originales :
- 33 tours Philips (version mono) 77732
- La version mono connait une seconde édition avec le titre Hallelujah rajouté en haut à gauche du recto / (référence identique)
- 33 tours Philips (version stéréo) 840570 BY

Autres :
- La première édition CD en 1990, propose une version longue de Va-t'en, (2 min 10 s), restée inédite à l'époque. (Référence CD : Philips 842751-2)
- Édition 2000 CD pochette digipack / référence : Mercury Universal 546 982-2  (inclus 2 titres supplémentaires en bonus : Reviens donc chez nous, Dans ce train)

## Liste des titres
| 1.  | Mes yeux sont fous (I Must Be Seeing Things)                        | Gilles Thibaut (adaptation)                                | Alan Al Kooper, Bob Brass, Irvin Levine | 2 min 18 s |
| 2.  | Les monts près du ciel (Mountain of Love (en))                      | Hubert Wayaffe (adaptation)                                | Harold Dorman (en)                      | 2 min 32 s |
| 3.  | On a ses jours (She's a Woman)                                      | Georges Aber (adaptation)                                  | John Lennon, Paul Mc Cartney            | 3 min 00 s |
| 4.  | Tu ne me verras pas pleurer (Love Is Just a Fool's Game)            | Georges Aber (adaptation)                                  | Mick Jones                              | 2 min 33 s |
| 5.  | Juste un peu de temps (Just a Little More Time)                     | Jil et Jan (adaptation)                                    | Dany Morrison                           | 2 min 36 s |
| 6.  | Celui qui t'a fait pleurer (Bolt of Love)                           | Ralph Bernet (adaptation)                                  | Eddie Kilroy, Dianne Kilroy             | 2 min 11 s |
| 7.  | Quand revient la nuit (Mr Lonely)                                   | Georges Aber (adaptation)                                  | Bobby Vinton, Gene Allan                | 2 min 33 s |
| 8.  | Rock'n'roll musique (Rock and Roll Music)                           | Georges Aber (adaptation)                                  | Chuck Berry                             | 2 min 30 s |
| 9.  | Va t'en (My Babe)                                                   | Johnny Hallyday, Gilles Thibaut, Eddie Vartan (adaptation) | Little Walter                           | 2 min 00 s |
| 10. | Pour nos joies et pour nos peines (Hallelujah)                      | Jean-Jacques Debout (adaptation)                           | traditionnel                            | 2 min 38 s |
| 11. | Pleurer auprès de toi (I'm Gonna Sit Right Down and Cry (Over You)) | Ralph Bernet (adaptation)                                  | Joe Thomas - Howard Biggs (en)          | 1 min 55 s |
| 12. | Plus je te regarde (Hi-Heel Sneakers)                               | Manou Roblin (adaptation)                                  | Robert Higginbotham                     | 2 min 48 s |
| 13. | Zeep a dee yeh (Zip-a-Dee-Doo-Dah)                                  | Hubert Wayaffe (adaptation)                                | Ray Gilbert / Allie Wrubel              | 2 min 21 s |

## Musiciens
Source :
- orchestre d'Eddie Vartan
- orchestre de Jacques Denjean
- Les Lionceaux

Détails :
Orchestre de Jacques Denjean, titres : 1 à 3, 6 à 9, 11
Orchestre d'Eddie Vartan, titres : 4 à 5, 12
- Mick Jones : guitare solo
- Johnny Taylor : guitare rythmique
- Alan Bugby : basse
- Tommy Brown : batterie
- Raymond Donnez : claviers
- Jean Tosan : saxophone
- Eddie Vartan : trompette

Orchestre Joey and the Showmen : titre 10